# Abablemma ulopus
Abablemma ulopus là một loài bướm đêm trong họ Erebidae.